# Chérine Abdellaoui
Pour les articles homonymes, voir Abdellaoui.
Chérine Abdellaoui, née le 28 août 1998, est une judokate handisport algérienne. Après une troisième place en 2016, elle remporte l'or paralympique en -52 kg aux Jeux de Tokyo.

## Biographie
Le 15 septembre 2021, elle est nommée ambassadrice de bonne volonté des Nations unies en Algérie.

## Carrière
Aux Jeux paralympiques d'été de 2016, elle monte sur la troisième marche du podium des -52 kg.
En 2021, lors de ses seconds Jeux, Abdellaoui remporte l'or paralympique dans la catégorie des -52 kg en battant la Canadienne Priscilla Gagné. Quatre ans auparavant, elle avait déjà remporté le bronze dans la même catégorie.